# Departamentul pentru Românii de Pretutindeni
Departamentul pentru Românii de Pretutindeni (DRP) elaborează și aplică strategia guvernamentală în domeniul relațiilor cu românii de pretutindeni, în conformitate cu obiectivele majore de politică externă ale României și cu Programul de Guvernare. Începând cu ianuarie 2021, la conducerea Departamentului se află doamna Oana Ursache, secretar de stat pentru românii de pretutindeni. 

## Istoric
Consiliul pentru Problemele Românilor de Pretutindeni a fost înființat în anul 1995 în cadrul aparatului de lucru al primului-ministru și a reprezentat prima structură pentru sprijinirea comunităților românești din afara granițelor țării.
În 1998, a fost creat Subsecretariatul de Stat pentru Românii de Pretutindeni, iar în 1999, acesta a fost transformat în Departamentul pentru Relațiile cu Românii de peste Hotare. În ianuarie 2001, Departamentul fost redenumit – Departamentul pentru Românii de Pretutindeni (DRP) – și a intrat în componența Ministerului Informațiilor Publice. În 2003, DRP a fost transferat în subordinea Secretariatului General al Guvernului, iar în martie 2004, în subordinea Cancelariei primului-ministru.
Din martie 2005, Ministerul Afacerilor Externe a preluat activitatea și fondurile DRP și a elaborat și aplicat politica statului român in domeniul relațiilor cu comunitățile românești din afara granițelor prin Departamentul pentru Relațiile cu Românii de Pretutindeni (DRRP).
Începând cu data de 29 decembrie 2009, conform OUG nr.115/2009 privind stabilirea unor măsuri de reorganizare în cadrul administrației publice centrale, Departamentul pentru Românii de Pretutindeni s-a înființat ca structură cu personalitate juridică în cadrul aparatului de lucru al Guvernului, în coordonarea primului-ministru.

## Obiective
Strategia națională privind relațiile cu românii de pretutindeni are la bază principiul identificării soluțiilor adecvate situațiilor particulare existente în cadrul comunităților românești din vecinătatea României și din emigrație sau ale originarilor din România.
Scopul tuturor programelor derulate de DRP este păstrarea și afirmarea identității etnice, culturale, lingvistice și religioase a românilor din statele vecine și emigrație, conform standardelor internaționale în materie și întărirea legăturilor dintre România și comunitățile românești de peste hotare.
În acest sens, DRP promovează o atitudine proactivă și solidară în abordarea problematicii relațiilor cu românii din afara frontierelor țării și transmite un mesaj coerent opiniei publice din România și din statele în care există comunități românești.
De asemenea, în vederea îmbunătățirii situației etnicilor români din vecinătate, DRP poartă un dialog deschis cu instituțiile europene cu atribuții în domeniul protecției minorităților naționale și etnice și cu organismele guvernamentale abilitate cu gestionarea problematicii minorităților naționale din statele vecine și Balcani. Aceste demersuri au ca scop asigurarea pentru etnicii români atât a drepturilor consacrate de documentele europene în materie, cât și a celor ce derivă din aplicarea principiului reciprocității.
Totodată, DRP dezvoltă parteneriate cu toate instituțiile publice din România care au în structura lor compartimente cu atribuții în domeniul relațiilor cu românii de pretutindeni, astfel încât strategia națională de acțiune să fie aplicată unitar.
În cadrul dialogului direct cu românii de peste hotare, transpunerea în practică a strategiei naționale și a programului politic de guvernare urmărește stabilirea unui parteneriat cu organizațiile românești din vecinătate și emigrație, menit să contribuie la creșterea prestigiului comunităților românești în statele lor de cetățenie și la promovarea valorilor culturale românești la nivelul opiniei publice din țările respective.
Departamentul pentru Românii de Pretutindeni consideră că românii de peste hotare sunt parte integrantă a spiritualității românești și încurajează în raporturile cu aceștia un dialog deschis. Drept urmare, obiectivele DRP vizează întărirea comunicării și a parteneriatelor atât cu comunitățile românilor/vlahilor/aromânilor din țările vecine și Balcani, cât și cu românii din emigrație și originarii din România.
Interesul României pentru comunitățile românilor/vlahilor/aromânilor din țările vecine și Balcani este generat de considerente de afinitate și solidaritate culturală și lingvistică, fiind similar cu interesul statelor respective pentru minoritățile lor din România și în deplină concordanță cu prevederile Convenției-cadru cu privire la protecția minorităților naționale, a Consiliului Europei, concluziile raportului Comisiei de la Veneția și recomandările Înaltului Comisar OSCE pentru minorități.
Din aceste considerente, convorbirile bilaterale dintre autoritățile române și autoritățile statelor de cetățenie pun accent pe respectarea standardelor europene și internaționale în domeniu și a principiului reciprocității.
DRP sprijină eforturile comunităților românești/vlahe/aromâne din vecinătate și Balcani pentru păstrarea identității lor etnice, lingvistice culturale și religioase, susținând realizarea de proiecte cu impact ce vizează: limba română, școala românească, mass-media și oficierea serviciului religios în limba maternă, păstrarea și îmbogățirea patrimoniului cultural românesc.
Politica DRP în relația cu românii din emigrație și originarii din România are ca obiectiv multiplicarea contactelor între personalitățile sau organizațiile românilor din diaspora și instituțiile statului român și intensificarea colaborării în vederea susținerii eforturilor de consolidare a statutului european al României, promovării valorilor culturale românești și aprofundării relațiilor bilaterale dintre statele în care trăiesc și România.
DRP informează opinia publică din România și din străinătate cu privire la acțiunile întreprinse de statul român pentru sprijinirea românilor de pretutindeni.